# Leichtathletik-Länderkampf der Männer 1957 Spanien – BR Deutschland
| 1. Leichtathletik-Länderkampf mit bundesdeutscher Beteiligung 1957 | 1. Leichtathletik-Länderkampf mit bundesdeutscher Beteiligung 1957 |                              |
| ------------------------------------------------------------------ | ------------------------------------------------------------------ | ---------------------------- |
|                                                                    |                                                                    |                              |
| Ländervergleich der Männer: Spanien – BR Deutschland               |                                                                    |                              |
| Austragungsort                                                     | Madrid                                                             |                              |
| Wettbewerbe                                                        | 19                                                                 |                              |
| Datum                                                              | 25./26. Mai                                                        |                              |
| 1. FRG 2. ESP                                                      | 143 P 060 P                                                        |                              |
| Chronik                                                            |                                                                    |                              |
| ← letzter LK 1956: 00ITA-FRG (F)                                   | FRG-AUT-SUI Straß'lauf (M) →                                       | FRG-AUT-SUI Straß'lauf (M) → |

Den ersten Vergleich des Länderkampfjahres 1957 trugen die Männer mit Spanien aus. Die zweite Begegnung dieser beiden Länder fand früh in der Saison am 25./26. Mai in der spanischen Hauptstadt Madrid statt. Das Aufeinandertreffen im Jahr 1954 hatte die Bundesrepublik Deutschland für sich entschieden.

## Wettbewerbe und Modus
Ausgetragen wurden neunzehn Disziplinen, aus dem meist üblichen Länderkampfprogramm fehlte nur der 3000-Meter-Hindernislauf. Aus dem olympischen Wettbewerbskatalog wurden außerdem der Marathonlauf, die beiden Gehdisziplinen und der Zehnkampf nicht ausgetragen. Gewertet wurde in den Einzeldisziplinen nach dem Standardsystem, in den Staffeln mit fünf zu drei Punkten.

## Ergebnis
Mit dem 100-Meter-Lauf erreichten die spanischen Leichtathleten nur in einem einzigen Wettbewerb die Gewinnpunktzahl. Alle anderen Disziplinen gingen an die bundesdeutschen Sportler, außer den Staffeln allesamt mit Doppelerfolgen. So setzte sich die Bundesrepublik Deutschland hoch überlegen mit 143 zu sechzig Punkten durch.

## Resultate

### 100 m
| Platz | Athlet             | Land | Zeit (s) |
| ----- | ------------------ | ---- | -------- |
| 1     | Walter Mahlendorf  | FRG  | 10,8     |
| 2     | Martin Lauer       | FRG  | 10,9     |
| 3     | Armando Roca       | ESP  | 11,2     |
| 4     | Enrique Ichasmendi | ESP  | 11,3     |

Datum: 26. Mai

### 200 m
| Platz | Athlet              | Land | Zeit (s) |
| ----- | ------------------- | ---- | -------- |
| 1     | Karl-Friedrich Haas | FRG  | 22,0     |
| 2     | Lothar Knörzer      | FRG  | 22,2     |
| 3     | Javier Pagés        | ESP  | 22,5     |
| 4     | Francisco Tuduri    | ESP  | 23,2     |

Datum: 25. Mai

### 400 m
| Platz | Athlet        | Land | Zeit (s) |
| ----- | ------------- | ---- | -------- |
| 1     | Jürgen Kühl   | FRG  | 48,9     |
| 2     | Paul Schmidt  | FRG  | 49,7     |
| 3     | Francisco Ruf | ESP  | 50,4     |
| 4     | Jesús Rancaño | ESP  | 50,9     |

Datum: 26. Mai

### 800 m
| Platz | Athlet         | Land | Zeit (min) |
| ----- | -------------- | ---- | ---------- |
| 1     | Edmund Brenner | FRG  | 1:52,8     |
| 2     | Paul Schmidt   | FRG  | 1:52,9     |
| 3     | Tomás Barris   | ESP  | 1:53,1     |
| 4     | Cabrera        | ESP  | 1:54,9     |

Datum: 25. Mai

### 1500 m
| Platz | Athlet       | Land | Zeit (min) |
| ----- | ------------ | ---- | ---------- |
| 1     | Tomás Barris | ESP  | 3:54,6     |
| 2     | Werner Lueg  | FRG  | 3:55,7     |
| 3     | Alfred Brand | FRG  | 3:57,5     |
| 4     | José Molíns  | ESP  | 3:59,7     |

Datum: 26. Mai

### 5000 m
| Platz | Athlet        | Land | Zeit (min) |
| ----- | ------------- | ---- | ---------- |
| 1     | Hans Hüneke   | FRG  | 14:44,8    |
| 2     | Walter Konrad | FRG  | 14:45,0    |
| 3     | Jesús Hurtado | ESP  | 15:20,8    |
| 4     | Luis Vargas   | ESP  | 15:43,6    |

Datum: 26. Mai

### 10.000 m
| Platz | Athlet            | Land | Zeit (min) |
| ----- | ----------------- | ---- | ---------- |
| 1     | Xaver Höger       | FRG  | 30:56,8    |
| 2     | Ludwig Müller     | FRG  | 31:1500    |
| 3     | Antonio Amorós    | ESP  | 31:20,6    |
| 4     | Luis Garcia Serna | ESP  | 31:49,0    |

Datum: 25. Mai

### 110 m Hürden
| Platz | Athlet              | Land | Zeit (s) |
| ----- | ------------------- | ---- | -------- |
| 1     | Martin Lauer        | FRG  | 14,3     |
| 2     | Karl-Ernst Schottes | FRG  | 14,6     |
| 3     | Francisco Campra    | ESP  | 15,9     |
| 4     | Juan Busquets       | ESP  | 16,0     |

Datum: 26. Mai

### 400 m Hürden
| Platz | Athlet            | Land | Zeit (s) |
| ----- | ----------------- | ---- | -------- |
| 1     | Helmut Janz       | FRG  | 55,1     |
| 2     | Heinz Stephan     | FRG  | 55,2     |
| 3     | Miguel Ábalos     | ESP  | 58,8     |
| 4     | Francisco Lorente | ESP  | 59,5     |

Datum: 25. Mai

### 4 × 100 m Staffel
| Platz | Besetzung      | Land                                                            | Zeit (s) |
| ----- | -------------- | --------------------------------------------------------------- | -------- |
| 1     | BR Deutschland | Lothar Knörzer Erhard Maletzki Heinz Fütterer Walter Mahlendorf | 42,1     |
| 2     | Spanien        | Francisco Tuduri Javier Pagés Armando Roca Enrique Ichasmendi   | 42,6     |

Datum: 25. Mai

### 4 × 400 m Staffel
| Platz | Besetzung      | Land                                                        | Zeit (min) |
| ----- | -------------- | ----------------------------------------------------------- | ---------- |
| 1     | BR Deutschland | Jürgen Kühl Paul Schmidt Edmund Brenner Karl-Friedrich Haas | 3:18,8     |
| 2     | Spanien        | Piqueras Francisco Ruf Jesús Rancaño Cabrera                | 3:23,3     |

Datum: 26. Mai

### Hochsprung
| Platz | Athlet       | Land | Höhe (m) |
| ----- | ------------ | ---- | -------- |
| 1     | Werner Bähr  | FRG  | 1,90     |
| 2     | Theo Püll    | FRG  | 1,85     |
| 3     | Juan Arino   | ESP  | 1,80     |
| 4     | Jésus Fraile | ESP  | 1,80     |

Datum: 26. Mai

### Stabhochsprung
| Platz | Athlet         | Land | Höhe (m) |
| ----- | -------------- | ---- | -------- |
| 1     | Horst Drumm    | FRG  | 4,00     |
| 1     | Dieter Möhring | FRG  | 4,00     |
| 3     | Joaquín Roca   | ESP  | 3,50     |
| 4     | Alberto López  | ESP  | 3,40     |

Datum: 26. Mai

### Weitsprung
| Platz | Athlet          | Land | Weite (m) |
| ----- | --------------- | ---- | --------- |
| 1     | Dieter Witte    | FRG  | 7,17      |
| 2     | Jürgen Neuß     | FRG  | 7,10      |
| 3     | Manuel González | ESP  | 6,84      |
| 4     | Ruiz Capillas   | ESP  | 6,75      |

Datum: 26. Mai

### Dreisprung
| Platz | Athlet            | Land | Weite (m) |
| ----- | ----------------- | ---- | --------- |
| 1     | Hermann Strauß    | FRG  | 14,39     |
| 2     | Hans-Jürgen Jenss | FRG  | 14,34     |
| 3     | Manuel González   | ESP  | 14,05     |
| 4     | Manuel de Luna    | ESP  | 13,26     |

Datum: 25. Mai

### Kugelstoßen
| Platz | Athlet                    | Land | Weite (m) |
| ----- | ------------------------- | ---- | --------- |
| 1     | Hermann Lingnau           | FRG  | 17,12     |
| 2     | Josef Klik                | FRG  | 15,78     |
| 3     | Estanislao Quadra Salcedo | ESP  | 13,51     |
| 4     | Alfonso Vidal-Quadras     | ESP  | 13,50     |

Datum: 25. Mai

### Diskuswurf
| Platz | Athlet                | Land | Weite (m) |
| ----- | --------------------- | ---- | --------- |
| 1     | Josef Klik            | FRG  | 51,04     |
| 2     | Dieter Möhring        | FRG  | 49,06     |
| 3     | Luis Ortiz Urbina     | ESP  | 42,85     |
| 4     | Alfonso Vidal-Quadras | ESP  | 41,75     |

Datum: 25. Mai

### Hammerwurf
| Platz | Athlet         | Land | Weite (m) |
| ----- | -------------- | ---- | --------- |
| 1     | Hugo Ziermann  | FRG  | 54,36     |
| 2     | Horst Schäfer  | FRG  | 50,18     |
| 3     | Salvador Bosch | ESP  | 46,61     |
| 4     | José Elorriaga | ESP  | 45,45     |

Datum: 26. Mai

### Speerwurf
| Platz | Athlet             | Land | Weite (m) |
| ----- | ------------------ | ---- | --------- |
| 1     | Herbert Koschel    | FRG  | 74,13     |
| 2     | Heinrich Will      | FRG  | 73,57     |
| 3     | Pedro Apellániz    | ESP  | 60,99     |
| 4     | Ferré de Guillarte | ESP  | 42,97     |

Datum: 26. Mai